# Краснопёров, Сергей Михайлович
Серге́й Миха́йлович (Сте́фан Мефо́диевич) Краснопёров,  (латыш. Sergejs Krasnopjorovs, 14 декабря 1900, Рига — 22 марта 1961, Рига) — латвийский композитор, дирижёр и музыкальный педагог русского происхождения, создатель академической версии латышского народного инструмента кокле.

## Биография

### Ранние годы
Родился 14 декабря 1900 года в Риге в старообрядческой семье столяра Мефодия Ивановича Краснопёрова и Сузанны Ивановны, работницы табачной фабрики «Майкапар». В 1914 году окончил Рижское реальное училище и стал работать на мыловаренной фабрике.
В годы Первой мировой войны семья переехала в Москву, куда была эвакуирована фабрика. В 1918 году Сергей окончил гимназию и начал учиться музыке. После возвращения в Ригу с 1920 по 1922 год служил в латвийской армии, затем два года работал кассиром в торговой фирме и обучался композиции в частной студии Соломона Розовского.

### В Латвийской Республике
Заинтересовавшись народной музыкой, в 1923 году Краснопёров собрал ансамбль балалаечников и стал его дирижёром. В 1927 году на основе ансамбля возник оркестр русских народных инструментов, выступавший с народным и классическим репертуаром и исполнявший, в том числе, авторские произведения руководителя. Оркестр принимал участие в программах радиостанции Rīgas radiofons и гастролировал за пределами Латвии.
В 1935 окончил Латвийскую консерваторию по классу композиции и музыкальной теории, учился у профессора Язепса Витолса.
В 1935 году Русское музыкальное объединение вместе с оркестром русских народных инструментов вошло в состав певческого общества «Баян». Благодаря активному участию в организационной и творческой деятельности Краснопёров в 1936 году был избран членом правления этого общества и осенью того же года стал его художественным руководителем и заведующим имуществом.
В апреле 1936 года силами хора и оркестра была поставлена опера «Садко», в марте 1937 — «Сказка о царе Салтане», состоялись монографические концерты в честь пятидесятилетия творческой деятельности Язепса Витолса и памяти А. К. Глазунова. Параллельно концертной деятельности с 1925 по 1939 год Краснопёров работал учителем пения в общеобразовательных школах Риги.
1 мая 1941 года после выступления на сцене Латвийской национальной оперы коллектив был выбран представлять Латвию всесоюзном смотре художественной самодеятельности в Москве.
В период нацистской оккупации оркестр некоторое время продолжал действовать в сокращенном составе. В 1943 году была поставлена симфоническая фантазия на «Сказку о рыбаке и рыбке» А. С. Пушкина. После распада коллектива Краснопёров стал смотрителем нотной библиотеки рижского радио, где он с 1938 года работал хормейстером, вместе с другими сотрудниками препятствовал вывозу оборудования в Германию.

### Послевоенный период
После освобождения Риги осенью 1944 года участвовал в восстановлении работы Латвийского радио и в период с 1944 по 1947 год занимал там должность хормейстера и музыкального редактора.
В 1947 году перешел в Латвийскую государственную филармонию, где до 1950 года руководил первым ансамблем латышского танца и песни Sakta и первым оркестром латышских народных инструментов. Участвовал в создании кафедры народных инструментов Латвийской государственной консерватории и с 1948 по 1961 год был её заведующим, а также преподавал по классу кокле, дирижирования, чтения партитур и инструментовки.
С 1944 года — член Союза композиторов Латвийской ССР.
Умер в Риге 22 марта 1961 года, похоронен на Лесном кладбище, сектор III, участок 335241.

## Создание академического кокле
Занимался сохранением и популяризацией традиционной латышской музыки и народных инструментов. В послевоенный период предпринял ряд поездок по стране с целью разработки академического кокле для создаваемого им оркестра. Летом 1948 года после консультаций с Эмилем Мелнгайлисом для «умеренной модернизации» было выбрано кокле курземского мастера Петериса Коратса, признанное наиболее звучным. На его основе по указаниям и чертежам Краснопёрова при участии Артурса Кирписа был изготовлен диатонический усовершенствованный концертный инструмент. В частности, был увеличен корпус и число струн (сначала с семи до пятнадцати, а затем до двадцати пяти и более), введен порожек, расширены звуковые отверстия, а также введены переключатели для расширения возможностей инструмента при сохранении особенностей звучания и тембра.
Семейство оркестровых кокле системы Краснопёрова (сопрано, альт, тенор, бас) приобрело широкую популярность в профессиональном обучении и концертной деятельности.

## Награды
Медаль «За доблестный труд в Великой Отечественной войне 1941—1945 гг.»

## Сочинения

### Методические издания
- Kokles skola («Школы игры на кокле», Рига, 1951)
- Kokles spēles metodika («Методика игры на кокле»)
- Latviešu tautas instrumentu attīstība («Развитие латышских народных инструментов»)
- «Сборник упражнений для кокле в трех частях» (Рига, 1949—1950).

### Для симфонического оркестра
- Юмореска (1937)
- Сюита «Виды Риги» (Rīgas skati, 1942),
- «Сказка о золотой рыбке» (Pasaka par zelta zivtiņu, 1943)
- Симфоническая сюита в десяти частях «В тридесятом государстве» (Trejdeviņā valstī, 1943)
- "10 латышских народных песен, в обработке для голоса и симфонического оркестра (1944, 1945)
- Латышское каприччо (Capriccio letton, 1946)

### Для оркестра русских народных инструментов
- Фантазия «Звенели колокола»
- Оркестровая пьеса «Посвящение А. К. Глазунову» (Glazunova piemiņai)
- «Симфония» (1937)
- Вариации на тему латышской народной песни «Шесть маленьких барабанщиков» (1939)
- Оратория для детей «Цветник» (1939)

### Для оркестра латышских народных инструментов
- 50 латышских народных песен и танцев (1947)
- Фантазия на тему латышской народной песни «Вей, ветерок!» (1951)
- Сюита «День пастуха» (1955)
- Концерт для кокле и оркестра латышских народных инструментов
- Пьесы

### Песни
- Ja varētu ticēt на слова А. Смилги (1935)
- Pirmais maijs («Первое мая») на слова Л. Паэгле (1941)
- «Дождь и ветер» на слова B. Лукса (1945)
- «Молодой токарь» на слова А. Чакса (1948)
- «Наша Рига» на слова Н. Силса (1951)
- "Гвардия мира на слова Э. Озолса (1952)
- «Звучит песня мира» на слова А. Круклиса (1952)

### Прочие произведения
- Пьесы для кокле и фортепиано (1951—1955)
- Соната для фортепиано (1935)